# 日本计划
《日本计划》（プロジェクトJAPAN，ぷろじぇくとじゃぱん），是日本放送協會（NHK）从2009年开始，连续播放三年的大型电视纪录片计划。

## 概要
2009年（平成21年）是横滨港开港150周年，2010年为日韩合并100周年、日本战败65周年，而2011年是太平洋战争爆发70周年、旧金山和约签署60周年，在这三年里NHK计划统筹一套记录这一重要历史进程的大型记录片。“日本计划”将以“NHK特集”、“特别剧·坂上之云”、“ETV特集”等形式来放送。

## 放送内容与时间
放送频道和时间以日本为准。

### 序言 战争与和平的150年（戦争と平和の150年）
（NHK综合频道2009年4月4日）

### NHK特集 JAPAN登场（JAPANデビュー）
主要讲述了日本开国后和西洋列强之间主导命运的对抗。
- 第一集 亚洲的"一等国"（2009年4月5日）

日本统治下的台湾。
- 第二集 天皇和宪法（2009年5月3日）

“大日本帝国宪法”和“日本国宪法”的制定过程。
- 第三集 通商国家的挫折（2009年6月7日）

通过贸易走向富强的道路，并在世界大萧条和贸易保护主义中寻找生机的日本。
- 第四集 军事同盟 国家的战略（2009年6月28日）

从日俄战争到太平洋战争的外交交涉和国际形势分析。

### 迷你节目 走向世界的日本人（世界と出会った日本人）
每集在短短的5分钟内，介绍一位近代日本历史上初次走向世界的日本人
- 第一集 自主自立的思想启蒙家  中村正直（2009年4月5日）
- 第二集 建立近代日本经济的根基  涩泽荣一（2009年4月19日）
- 第三集 为女性的社会开路  山川舍松（日语：山川捨松）（2009年4月26日）
- 第四集 一人之独立则国家之独立  福泽谕吉（2009年5月3日）
- 第五集 纺织业的化学染料的近代化  （2009年5月10日）
- 第六集 走上议会政治的道路  伊藤博文（2009年5月17日）
- 第七集 解放底层女性的运动  （2009年5月24日）
- 第八集 日本近代建筑的先驱者  辰野金吾（2009年5月31日）
- 第九集 从奴隶到宰相  高桥是清（2009年6月7日）
- 第十集 日本“制作工艺”的先驱者  大岛高任（日语：大島高任）（2009年6月14日）
- 第十一集 新闻记者的开拓者  成岛柳北（日语：成島柳北）（2009年6月28日）
- 第十二集 确立明治的政治体系  大久保利通（2009年7月12日）
- 第十三集 日本洋电影的革新  黑田清辉（2009年7月19日）
- 第十四集 建造近代日本医学的革新 北里柴三郎（2009年7月26日）
- 第十五集 自然保护运动的先驱者 南方熊楠（2009年8月2日）
- 第十六集 对日本音乐发展的贡献 山田耕筰（2009年8月23日）
- 第十七集 呼唤“世界良心”的外交官 安达峰一郎（2009年8月30日）
- 第十八集 改变了世界的日本人印象 新渡户稻造（2009年9月13日）
- 第十九集 给日本传送了红十字精神 佐野常民（2009年9月24日）
- 第二十集 引进了现代造船技术 辰巳一（日语：辰巳一）（2010年1月17日）
- 第二十一集 日本成立了博物馆 町田久成（日语：町田久成）（2010年1月24日）
- 第二十二集 为了女性自立而建立学校 津田梅子（2010年2月7日）
- 第二十三集 从化学商品走向新兴发明 高峰让吉（2010年2月14日）
- 第二十四集 日本社会主义运动的先驱 片山潜（2010年2月21日）
- 第二十五集 给孤立的日本敲了警钟 朝河貫一（日语：朝河貫一）（2010年3月4日）

### ETV特集 日本如何在世界中生存（日本は世界でどう生きるのか）
- 日本计划·国际询问调查（NHK教育频道，2009年7月19日）

### ETV特集 日本和朝鲜半岛的两千年（日本と朝鮮半島2千年）
以日本与朝鲜半岛的交流历史为焦点的纪录片
- 第一集 跨越海峡的古人（2009年4月26日）
- 第二集“任那日本府”之迷（2009年5月31日）
- 第三集 佛教的传来 移民和飞鸟文化（2009年6月28日）
- 第四集 随后诞生的日本 从白村江战败到律令国家（2009年7月26日）
- 第五集 日本与渤海国的交流（2009年8月30日）
- 第六集 蒙古的冲击 三别抄和镰仓幕府（2009年9月27日）
- 第七集 东海的光与影 倭寇的真相（2009年10月25日）
- 第八集 丰臣秀吉对朝鲜的进攻（2009年11月29日）
- 第九集 为了和解的朝鲜通信使（2009年12月27日）
- 第十集 “脱亚”之路 从江华岛事件到甲午战争（2010年1月31日）

### NHK特集 日本与朝鲜半岛（シリーズ 日本と朝鮮半島）
- 第一集 伊藤博文与安重根（2010年4月18日）
- 第二集 三一运动与亲日派（2010年5月16日）
- 第三集 战时动员的受害者（2010年6月20日）
- 第四集 战后的在日朝鲜人（2010年7月25日）
- 第五集 日韩外交关系的构筑（2010年8月1日）

### NHK特别剧 坂上之云（『坂の上の雲』）
参见“坂上之云（电视剧）”
原作为司马辽太郎的同名长篇历史小说，“坂上之云”描述松山藩出身的秋山好古和秋山真之兄弟，以及自幼一起长大的文学家正冈子规的故事，时代背景为明治时期的日本。
- 第一部 幕末～19世纪末（2009年11月29日～2009年12月27日）
- 第二部 1901年～1904年夏（2010年12月5日～2010年12月26日）
- 第三部 日俄战争（2011年12月4日～2011年12月25日）

#### 纪录片 坂上之云的时代（坂の上の雲の時代）
为了配合电视剧“坂上之云”而特别制作的记录片，讲述明治时代日本社会风情万象。
- 第一集 走向“国民”的道路～明治日本农村的记录～（2009年12月30日）
- 第二集 预定2010年秋放送
- 第三集 预定2011年秋放送

### “给未来领导者的你们”系列（未来をつくる君たちへ）
- 第一集 谁在等待“你的言词”－关川夏央（日语：関川夏央）眼中的“正冈子规”（2009年11月15日）
- 第二集 为了什么而努力？－立花隆眼中的“绪方洪庵”（2009年11月22日）
- 第三集 “不死心”的力量－松本健一（日语：松本健一）眼中的“高田屋嘉兵卫（日语：高田屋嘉兵衛）”（2009年11月29日）

### NHK特集 新企划（新企画）
- 预定2011年4月播出“战争的证言计划”（戦争証言プロジェクト）

## 制作人员
解说
- 滨中博久（日语：濱中博久）（NHK特集）
- 碕野佑子（日语：礒野佑子）（NHK特集）
- 三宅民夫（日语：三宅民夫）（ETV特集）
- 石泽典夫（日语：石澤典夫）（ETV特集）
- 高桥美铃（日语：高橋美鈴）（日本和朝鲜半岛的两千年）
- 中条诚子（日语：中條誠子）（日本和朝鲜半岛的两千年）
- 碕野佑子（日语：礒野佑子）（日本和朝鲜半岛的两千年，日本与朝鲜半岛，坂上之云的时代）
- 五十岚公利（日本与朝鲜半岛）

开头动画
- 西部勋（西部勲）

音乐制作
- 加古隆（日语：加古隆），羽毛田丈史，松谷卓
- 小松亮太（日语：小松亮太），古泽严（日语：古澤巌），宫本笑里，三上雅彦（日语：ゴンチチ）

NHK特集系列“JAPAN出场”制作企划
- 第一集：田边雅泰，河野伸洋
- 第二集：林新，河野伸洋，若宫敏彦
- 第三集：增田秀树，河野伸洋
- 第四集：林新，河野伸洋

## “JAPAN登场”第一集的抗议和投诉
2009年4月5日播出的NHK特集系列“JAPAN登场”（JAPANデビュー）的第一集《亚洲的『一等国』》因被認為负面描写了台湾日治时代而受到了日本右派團體的强烈反应。在2009年5月16日之后相继累计有3200人在东京、大阪、名古屋甚至台北参加了游行活动，6月25日有8389名人把节目组告上了东京地方裁判所。在2009年4月到5月之间，节目组收到了将近4344份意见，超过了以往NHK特集的平均250件，形成了当时不小的舆论话题。主要留言包括“批判了日本统治时代，歪曲了片中台湾人的证词”，“纪录片歪曲甚至捏造了事实，违反了放送法”，“伤害了日台关系”等，其中还有部分来自台湾观众的抗议。

## 关联项目
- NHK特集
- 坂上之云
- 日韩合并